# Laaninsaari (ö i Norra Savolax)
Laaninsaari är en ö i Finland. Den ligger i sjön Nerkoonjärvi och i kommunen Idensalmi i landskapet Norra Savolax. Öns area är 5,8 hektar och dess största längd är 400 meter i nord-sydlig riktning.